# Eugerda latipes
Eugerda latipes är en kräftdjursart. Eugerda latipes ingår i släktet Eugerda och familjen Desmosomatidae. Inga underarter finns listade i Catalogue of Life.